# Claude d'Urfé
Claude d'Urfé (Kasteel van La Bastie d'Urfé, 24 februari 1501 - Parijs, 12 november 1558) was een Frans edelman die als diplomaat actief was voor de Franse koningen Frans I en Hendrik II van Frankrijk.

## Biografie
Claude d'Urfé werd geboren in het ouderlijk slot van La Bastie d'Urfé als oudste zoon van baljuw en heer Pierre II d'Urfé en zijn vrouw Antoinette de Beauveau. Op 20-jarige leeftijd ging Claude d'Urfé dienen in het Franse leger en was als ridder aanwezig tijdens de Italiaanse Oorlog (1521-1526). Daar raakte hij al snel bevriend met de jonge Franse koning Frans I.
Na de dood van zijn vader in 1535 werd Claude d'Urfé heer van La Bastie en ging hij ook het ambt bekleden van baljuw van Forez. Tien jaar later werd hij door de koning als diplomaat gestuurd naar het hof van keizer Karel V. Ook vertegenwoordigde hij zijn koning bij het Concilie van Trente. Daarna werd hij naar de Heilige Stoel gestuurd om daar als ambassadeur voor zijn koning te dienen. In 1551 keerde hij terug naar Frankrijk om als leraar actief te zijn aan het hof voor de kinderen van de koning. Gedurende zijn aanwezigheid op het hof werd zijn politieke invloed ook steeds groter. Samen met maarschalk Anne van Montmorency was hij een van de naaste vertrouwelingen van de koning. Claude d'Urfé stierf echter al in 1558, voordat hij tot maarschalk van Frankrijk kon worden benoemd.